# Alois Lill von Lilienbach
Alois Lill von Lilienbach, též Alois Lill z Lilienbachu (1802 – 3. března 1871 Vídeň), byl rakouský a český geolog, důlní odborník a politik německé národnosti, v 2. polovině 19. století poslanec Říšské rady.

## Biografie
Narodil se roku 1802 na území dnešního Slovenska. Jeho bratrem byl geolog Karl Lill von Lilienbach (1798–1831). V roce 1819 byli jmenováni praktikanty v solném dole v haličské Wieliczce s ročním stipendiem 200 zlatých. Oba začali počátkem 19. století provádět geologický výzkum alpských masivů mezi Vídní a Tyrolskem.
V období let 1823–1844 pracoval na různých postech v horní správě. Od roku 1844 řídil guberniální rada Alois Lill z Lilienbachu příbramské doly. Výrazně přispěl k rozvoji hornictví na Příbramsku. 6. března 1849 byl ředitel Vrchního horního úřadu Alois Lill von Lilienbach jmenován prozatímním ředitelem Montánního učiliště v Příbrami vytvořeného na základě dekretu z 23. ledna 1849. Výuka tu začala v listopadu 1849. V Příbrami byl po něm pojmenován Důl Lill. Shromáždil významnou sbírku minerálů, kterou v roce 1893 získal obchodník Julius Böhm.
Od zemských voleb v roce 1861 zasedal i na Českém zemském sněmu, kam byl zvolen za kurii městskou, obvod Příbram, Březové Hory. Zvolen byl coby nezávislý kandidát. Na mandát rezignoval v listopadu 1866.
Zemský sněm ho v roce 1864 delegoval i do Říšské rady (tehdy ještě volené nepřímo) za kurii městskou, obvod Karlín. 12. listopadu 1864 složil poslanecký slib. Patřil k proněmeckému a provídeňskému politickému proudu.
V roce 1858 byl jmenován ministerským radou. Roku 1866 odešel do penze a žil ve Vídni, kde také zemřel.